# 2. Tennis-Bundesliga (Damen) 2007
Die 2. Tennis-Bundesliga der Damen wurde 2007 zum neunten Mal ausgetragen. Sie wurde in die 2. Bundesliga-Nord und -Süd aufgeteilt. In der 2. Bundesliga-Nord kämpften weiterhin sieben Mannschaften und in der 2. Bundesliga-Süd nicht wie bisher sieben, sondern acht Mannschaften um den Aufstieg in die Erstklassigkeit.

## Spieltage und Mannschaften
| Spieltage                                                 |
| --------------------------------------------------------- |
| 1. Spieltag: Di., 1. Mai 2007, 11:00 Uhr                  |
| 1. Spieltag(Fortsetzung Süd): Sa., 12. Mai 2007 13:00 Uhr |
| 2. Spieltag: So., 13. Mai 2007, 11:00 Uhr                 |
| 3. Spieltag: Do., 17. Mai 2007, 11:00 Uhr                 |
| 4. Spieltag: So., 20. Mai 2007, 11:00 Uhr                 |
| 5. Spieltag: Sa., 26. Mai 2007, 13:00 Uhr                 |
| 6. Spieltag: Mo., 28. Mai 2007, 11:00 Uhr                 |
| 7. Spieltag: So., 3. Juni 2007, 11:00 Uhr                 |

| Mannschaften der 2. BL Nord |
| --------------------------- |
| Lintorfer TC 1972           |
| Marienburger SC Köln        |
| Rochusclub Düsseldorf       |
| TC 1899 Blau-Weiss Berlin   |
| TC Blau-Weiss Halle         |
| TC RC Sport Leipzig         |
| TC WattExtra Bocholt        |

| Mannschaften der 2. BL Süd |
| -------------------------- |
| MTTC Iphitos München       |
| Ski-Club Ettlingen         |
| TC Augsburg-Siebentisch    |
| TC Großhesselohe           |
| TC Radolfzell              |
| TC Schwarz-Weiß Bous       |
| TC Zühlke Lorsch           |
| VfL Sindelfingen 1862      |

## 2. Tennis-Bundesliga Damen Nord

### Abschlusstabelle
|     | Mannschaft                | Begegnungen | Punkte | Matches | Sätze | Spiele  |
| --- | ------------------------- | ----------- | ------ | ------- | ----- | ------- |
| 01. | TC WattExtra Bocholt      | 6           | 12:0   | 45:9    | 92:22 | 623:349 |
| 02. | TC 1899 Blau-Weiss Berlin | 6           | 10:2   | 35:19   | 75:43 | 580:420 |
| 03. | Lintorfer TC 1972         | 6           | 6:6    | 25:29   | 57:65 | 498:544 |
| 04. | TC RC Sport Leipzig       | 6           | 6:6    | 24:30   | 53:66 | 483:537 |
| 05. | Marienburger SC Köln      | 6           | 4:8    | 22:32   | 53:71 | 520:552 |
| 06. | TC Blau-Weiss Halle       | 6           | 4:8    | 20:34   | 45:71 | 432:550 |
| 07. | Rochusclub Düsseldorf     | 6           | 0:12   | 18:36   | 39:76 | 387:571 |

### Mannschaftskader
| Pos. | Name               |
| ---- | ------------------ |
| 1    | Nastassja Jakimawa |
| 2    | Eva Hrdinová       |
| 3    | Dominika Nociarová |
| 4    | Ľudmila Cervanová  |
| 5    | Franziska Etzel    |
| 6    | Chayenne Ewijk     |
| 7    | Daniela Kalthoff   |
| 8    | Jessica Homberg    |
| 9    | Volha Kalodzitsa   |
| 10   | Insa Villnow       |
| 11   | Olga Fedosseeva    |
| 12   | Johanna Hansen     |
| 13   | Alexandra Diehl    |
| 14   |                    |
| 15   |                    |
| 16   |                    |

| Pos. | Name                      |
| ---- | ------------------------- |
| 1    | Sandra Kleinová           |
| 2    | Marina Eraković           |
| 3    | Olga Kalyuzhnaya          |
| 4    | Diana Enache              |
| 5    | Suzanne van Hartingsveldt |
| 6    | Virginia Trifonova        |
| 7    | Bianca Cremer             |
| 8    | Frauke Eppert             |
| 9    | Katja Kamecke             |
| 10   | Meike Silberhorn          |
| 11   | Claudia Nögel             |
| 12   | Catherine Müller          |
| 13   | Catherine Meyer           |
| 14   | Desiree Wüstenberg        |
| 15   |                           |
| 16   |                           |

| Pos. | Name                    |
| ---- | ----------------------- |
| 1    | Tatjana Jurjewna Panowa |
| 2    | Mervana Jugić-Salkić    |
| 3    | Laura Charlotte Zelder  |
| 4    | Katalin Marosi          |
| 5    | Dominique Van Boekel    |
| 6    | Melanie Oosterhof       |
| 7    | Madita Suer             |
| 8    | Camilla Kremer          |
| 9    | Dorit Waligura          |
| 10   | Marina Tavares          |
| 11   | Ruth Braukmann          |
| 12   | Andrea van den Hurk     |
| 13   | Ernestina Alexandrovicz |
| 14   | Caroline Stevens        |
| 15   | Alexandra Brill         |
| 16   |                         |

| Pos. | Name                   |
| ---- | ---------------------- |
| 1    | Tzipora Obziler        |
| 2    | Květa Peschke          |
| 3    | Sabrina Jolk           |
| 4    | Jana Kandarr           |
| 5    | Anna-Maria Földényi    |
| 6    | Syna Schreiber         |
| 7    | Vivien Weber           |
| 8    | Scarlett Werner        |
| 9    | Svenja Exner           |
| 10   | Alena Vašková-Nesticka |
| 11   | Lavinia Timme          |
| 12   | Palma Kiraly           |
| 13   | Kim Niggemeyer         |
| 14   | Julia Wartenburger     |
| 15   | Saskia Kohlhaas        |
| 16   | Natallja Swerawa       |

| Pos. | Name                |
| ---- | ------------------- |
| 1    | Simona-Iulia Matei  |
| 2    | Giulia Gabba        |
| 3    | Olga Brózda         |
| 4    | Christine Sperling  |
| 5    | Natalie Fehse       |
| 6    | Dessislawa Topalowa |
| 7    | Celine Beermann     |
| 8    | Inga Albers         |
| 9    | Stefanie Mikesz     |
| 10   | Linda Quade         |
| 11   | Kseni Pronina       |
| 12   | Katharina Fedler    |
| 13   | Derja Turhan        |
| 14   | Julia Wachaczyk     |
| 15   |                     |
| 16   |                     |

| Pos. | Name                |
| ---- | ------------------- |
| 1    | Tazzjana Putschak   |
| 2    | Zuzana Ondrášková   |
| 3    | Libuše Průšová      |
| 4    | Kristyna Horakova   |
| 5    | Magdalena Tokarczyk |
| 6    | Eva Krejčová        |
| 7    | Edyta Cieplucha     |
| 8    | Tereza Szafnerova   |
| 9    | Tereza Belblová     |
| 10   | Franziska Plate     |
| 11   | Sandra Martin       |
| 12   | Bianca Schlumberger |
| 13   | Sissy Tschiesche    |
| 14   | Sofia Raevskaia     |
| 15   | Theresa Stephani    |
| 16   | Monica Nevelklovska |

| Pos. | Name                        |
| ---- | --------------------------- |
| 1    | Lourdes Domínguez Lino      |
| 2    | Renata Voráčová             |
| 3    | María José Martínez Sánchez |
| 4    | Andreja Klepač              |
| 5    | Arantxa Parra Santonja      |
| 6    | Danica Krstajić             |
| 7    | Karolina Kosińska           |
| 8    | Nicole Thijssen             |
| 9    | Amanda Hopmans              |
| 10   | Marielle Hoogland           |
| 11   | Michaela Rütten             |
| 12   | Dorien Wamelink             |
| 13   | Marlot Meddens              |
| 14   | Arantxa Rus                 |
| 15   | Anna Winkelmann             |
| 16   |                             |

### Ergebnisse
| Datum/Uhrzeit     | Heimmannschaft            | Gastmannschaft            | Matches | Sätze | Spiele  |
| ----------------- | ------------------------- | ------------------------- | ------- | ----- | ------- |
| Di. 1. Mai 11:00  | Marienburger SC Köln      | Rochusclub Düsseldorf     | 5:4     | 12:9  | 100:78  |
| Di. 1. Mai 11:00  | TC Blau-Weiß Halle        | TC WattExtra Bocholt      | 0:9     | 1:18  | 54:115  |
| Di. 1. Mai 11:00  | TC 1899 Blau-Weiss Berlin | Lintorfer TC 1972         | 6:3     | 13:7  | 99:70   |
| So. 13. Mai 11:00 | Rochusclub Düsseldorf     | TC WattExtra Bocholt      | 1:8     | 2:16  | 46:102  |
| So. 13. Mai 11:00 | Marienburger SC Köln      | TC Blau-Weiß Halle        | 7:2     | 15:6  | 107:58  |
| So. 13. Mai 11:00 | Lintorfer TC 1972         | TC RC Sport Leipzig       | 5:4     | 11:9  | 90:88   |
| Do. 17. Mai 11:00 | TC RC Sport Leipzig       | Rochusclub Düsseldorf     | 5:4     | 10:8  | 77:71   |
| Do. 17. Mai 11:00 | TC Blau-Weiß Halle        | TC 1899 Blau-Weiss Berlin | 2:7     | 5:14  | 53:99   |
| Do. 17. Mai 11:00 | TC WattExtra Bocholt      | Lintorfer TC 1972         | 8:1     | 17:4  | 116:55  |
| So. 20. Mai 11:00 | TC 1899 Blau-Weiss Berlin | Marienburger SC Köln      | 7:2     | 15:4  | 106:57  |
| So. 20. Mai 11:00 | TC WattExtra Bocholt      | TC RC Sport Leipzig       | 8:1     | 16:2  | 109:46  |
| So. 20. Mai 11:00 | Lintorfer TC 1972         | TC Blau-Weiß Halle        | 2:7     | 5:14  | 65:94   |
| Sa. 26. Mai 13:00 | TC Blau-Weiß Halle        | TC RC Sport Leipzig       | 4:5     | 8:11  | 78:88   |
| Sa. 26. Mai 13:00 | TC 1899 Blau-Weiss Berlin | Rochusclub Düsseldorf     | 6:3     | 12:7  | 95:69   |
| Sa. 26. Mai 13:00 | Marienburger SC Köln      | TC WattExtra Bocholt      | 3:6     | 6:13  | 70:88   |
| Mo. 28. Mai 11:00 | Rochusclub Düsseldorf     | TC Blau-Weiß Halle        | 4:5     | 8:11  | 76:95   |
| Mo. 28. Mai 11:00 | TC RC Sport Leipzig       | TC 1899 Blau-Weiss Berlin | 3:6     | 8:14  | 78:103  |
| Mo. 28. Mai 11:00 | Lintorfer TC 1972         | Marienburger SC Köln      | 7:2     | 15:7  | 116:100 |
| So. 3. Juni 11:00 | Rochusclub Düsseldorf     | Lintorfer TC 1972         | 2:7     | 5:15  | 47:102  |
| So. 3. Juni 11:00 | TC RC Sport Leipzig       | Marienburger SC Köln      | 6:3     | 13:9  | 106:86  |
| So. 3. Juni 11:00 | TC WattExtra Bocholt      | TC 1899 Blau-Weiss Berlin | 6:3     | 12:7  | 93:78   |

## 2. Tennis-Bundesliga Damen Süd

### Abschlusstabelle
|     | Mannschaft              | Begegnungen | Punkte | Matches | Sätze  | Spiele  |
| --- | ----------------------- | ----------- | ------ | ------- | ------ | ------- |
| 01. | TC Augsburg Siebentisch | 7           | 14:0   | 57:6    | 115:21 | 771:354 |
| 02. | TC Radolfzell           | 7           | 12:2   | 44:19   | 94:42  | 697:451 |
| 03. | Ski-Club Ettlingen      | 7           | 8:6    | 38:25   | 83:52  | 631:487 |
| 04. | TC Zühlke Lorsch        | 7           | 8:6    | 32:31   | 70:69  | 605:594 |
| 05. | TC Großhesselohe        | 7           | 8:6    | 32:31   | 68:70  | 584:617 |
| 06. | VfL Sindelfingen 1862   | 7           | 4:10   | 24:39   | 50:83  | 488:635 |
| 07. | MTTC Iphitos München    | 7           | 2:12   | 20:43   | 46:89  | 452:669 |
| 08. | TC Schwarz-Weiß Bous    | 7           | 0:14   | 5:58    | 18:118 | 354:775 |

### Mannschaftskader
| Pos. | Name                    |
| ---- | ----------------------- |
| 1    | Ana Vrljic              |
| 2    | Alexandra-Anamaria Sere |
| 3    | Nicola Vajdova          |
| 4    | Vroni Hinterseer        |
| 5    | Sarina Müller           |
| 6    | Angela Werschel         |
| 7    | Sarah Marija Merlic     |
| 8    | Magdalena von Geyr      |
| 9    | Vanessa Kretsch         |
| 10   | Ksenja Siderova         |
| 11   | Magdalena Österle       |
| 12   | Janine Tiszolczy        |
| 13   | Vanessa Daut            |
| 14   | Paulina Meider          |
| 15   | Irma Dittrich           |
| 16   | An Nguyen Huu           |

| Pos. | Name              |
| ---- | ----------------- |
| 1    | Sandra Záhlavová  |
| 2    | Andrea Hlaváčková |
| 3    | Daniela Kix       |
| 4    | Madlen Kadur      |
| 5    | Mia Buric         |
| 6    | Ellen Linsenbolz  |
| 7    | Mirija Cuntz      |
| 8    | Denise Höfer      |
| 9    | Julia Biffar      |
| 10   | Jana Hlaváčková   |
| 11   | Elba Zipfel       |
| 12   | Romina Wiegand    |
| 13   | Catrin Deck       |
| 14   | Katrin Mack       |
| 15   | Nina Rastetter    |
| 16   |                   |

| Pos. | Name                  |
| ---- | --------------------- |
| 1    | Jelena Kostanić Tošić |
| 2    | Sabine Klaschka       |
| 3    | Michaela Paštiková    |
| 4    | Carmen Klaschka       |
| 5    | Ana Timotić           |
| 6    | Angelika Roesch       |
| 7    | Adriana Barna         |
| 8    | Martina Ondrackova    |
| 9    | Caroline Nothnagel    |
| 10   | Laura dell' Angelo    |
| 11   | Michaela Vogel        |
| 12   | Jennifer Klaschka     |
| 13   | Jeanette Krupka       |
| 14   | Sarah Kundinger       |
| 15   | Isabella Reibmayr     |
| 16   |                       |

| Pos. | Name                |
| ---- | ------------------- |
| 1    | Selima Sfar         |
| 2    | Annette Kolb        |
| 3    | Katharina Killi     |
| 4    | Anastasia Sevastova |
| 5    | Anna Geißler        |
| 6    | Maja Zivec          |
| 7    | Melanie Hafner      |
| 8    | Rita Dora Vukov     |
| 9    | Anna Zaja           |
| 10   | Jasmin Halbauer     |
| 11   | Jessica Stein       |
| 12   | Larissa Becka       |
| 13   | Stephanie Kindlmann |
| 14   |                     |
| 15   |                     |
| 16   |                     |

| Pos. | Name                          |
| ---- | ----------------------------- |
| 1    | Alla Alexandrowna Kudrjawzewa |
| 2    | Iroda Toʻlaganova             |
| 3    | Zuzana Kučová                 |
| 4    | Lenka Tvarovskova             |
| 5    | Katarína Kachlíková           |
| 6    | Biljana Pavlova               |
| 7    | Nuria Roig-Tost               |
| 8    | Martina Babáková              |
| 9    | Vanessa Wellauer              |
| 10   | Martina Balogova              |
| 11   | Marijana Kovačević            |
| 12   | Anastasia Wagner              |
| 13   | Christin Huber                |
| 14   | Martina Thau                  |
| 15   |                               |
| 16   |                               |

| Pos. | Name                   |
| ---- | ---------------------- |
| 1    | Lilia Osterloh         |
| 2    | Mandy Minella          |
| 3    | Mailyne Andrieux       |
| 4    | Patrizia Mayr          |
| 5    | Francesca Lubiani      |
| 6    | Davinia Lobbinger      |
| 7    | Delia Sescioreanu      |
| 8    | Sarah Raab             |
| 9    | Martina Lautenschlager |
| 10   | Tanja Hirschauer       |
| 11   | Evelyne Widiger        |
| 12   | Stephanie Balzert      |
| 13   | Tiffany Cornelius      |
| 14   | Ramona Czakon          |
| 15   | Judith König           |
| 16   | Kristina Hiery         |

| Pos. | Name              |
| ---- | ----------------- |
| 1    |                   |
| 2    |                   |
| 3    |                   |
| 4    |                   |
| 5    |                   |
| 6    |                   |
| 7    | Nataša Zorić      |
| 8    | Elisa Villa       |
| 9    | Petra Novotnikova |
| 10   | Kristin Schüler   |
| 11   | Lisa Brinkmann    |
| 12   | Laura Heckler     |
| 13   | Ilona Poljakova   |
| 14   | Jennifer Muzik    |
| 15   | Madeline Dax      |
| 16   | Julia Dittrich    |

| Pos. | Name                    |
| ---- | ----------------------- |
| 1    | Silvia Disderi          |
| 2    | Stefania Chieppa        |
| 3    | Verdiana Verardi        |
| 4    | Erica Krauth            |
| 5    | Gabriela Velasco-Andreu |
| 6    | Laura Bsoul             |
| 7    | Miriam Steinhilber      |
| 8    | Giorgia Mortello        |
| 9    | Geraldine Dondit        |
| 10   | Eva Belbl               |
| 11   | Julia Hesse             |
| 12   | Zina Bretzel            |
| 13   | Nicole Steinhilber      |
| 14   | Jasna Brnjakovic        |
| 15   | Carolin Glatzel         |
| 16   | Nadine Tränklein        |

### Ergebnisse
Spielfreie Begegnungen werden nicht gelistet.
| Datum/Uhrzeit      | Heimmannschaft          | Gastmannschaft          | Matches | Sätze | Spiele |
| ------------------ | ----------------------- | ----------------------- | ------- | ----- | ------ |
| Di. 1. Mai 11:00   | TC Radolfzell           | TC Zühlke Lorsch        | 7:2     | 15:6  | 114:74 |
| Di. 1. Mai 11:00   | VfL Sindelfingen 1862   | TC Schwarz-Weiß Bous    | 9:0     | 18:2  | 120:65 |
| Di. 1. Mai 11:00   | TC Augsburg Siebentisch | Ski-Club Ettlingen      | 9:0     | 18:3  | 120:54 |
| Sa. 12. Mai 13:00  | TC Großhesselohe        | MTTC Iphitos München    | 7:2     | 15:7  | 118:85 |
| So. 13. Mai 11:00  | TC Zühlke Lorsch        | Ski-Club Ettlingen      | 4:5     | 8:12  | 73:97  |
| So. 13. Mai 11:00  | VfL Sindelfingen 1862   | TC Radolfzell           | 4:5     | 8:11  | 61:91  |
| So. 13. Mai 11:00  | TC Großhesselohe        | TC Augsburg Siebentisch | 0:9     | 0:18  | 43:109 |
| So. 13. Mai 11:00  | MTTC Iphitos München    | TC Schwarz-Weiß Bous    | 8:1     | 16:2  | 107:51 |
| Do. 17. Mai 11:00  | TC Augsburg Siebentisch | TC Schwarz-Weiß Bous    | 9:0     | 18:1  | 113:28 |
| Do. 17. Mai 11:00  | TC Zühlke Lorsch        | VfL Sindelfingen 1862   | 6:3     | 12:7  | 93:81  |
| Do. 17. Mai 11:00  | Ski-Club Ettlingen      | TC Großhesselohe        | 4:5     | 9:11  | 85:92  |
| Do. 17. Mai 11:00  | TC Radolfzell           | MTTC Iphitos München    | 7:2     | 15:5  | 110:64 |
| So. 20. Mai 11:00  | TC Großhesselohe        | VfL Sindelfingen 1862   | 8:1     | 16:2  | 106:54 |
| So. 20. Mai 11:00  | TC Schwarz-Weiß Bous    | Ski-Club Ettlingen      | 0:9     | 0:18  | 34:109 |
| So. 20. Mai 11:00  | TC Radolfzell           | TC Augsburg Siebentisch | 3:6     | 9:13  | 92:108 |
| So. 20. Mai 11:00  | TC Zühlke Lorsch        | MTTC Iphitos München    | 6:3     | 13:6  | 97:60  |
| Sa. 26. Juni 13:00 | TC Großhesselohe        | TC Zühlke Lorsch        | 3:6     | 7:13  | 72:106 |
| Sa. 26. Juni 13:00 | TC Schwarz-Weiß Bous    | TC Radolfzell           | 0:9     | 0:18  | 37:109 |
| Sa. 26. Juni 13:00 | Ski-Club Ettlingen      | VfL Sindelfingen 1862   | 8:1     | 17:2  | 109:46 |
| Sa. 26. Juni 13:00 | MTTC Iphitos München    | TC Augsburg Siebentisch | 1:8     | 2:16  | 34:102 |
| Mo. 28. Mai 13:00  | VfL Sindelfingen 1862   | TC Augsburg Siebentisch | 1:8     | 3:16  | 47:109 |
| Mo. 28. Mai 13:00  | TC Radolfzell           | TC Großhesselohe        | 7:2     | 14:4  | 99:42  |
| Mo. 28. Mai 13:00  | TC Zühlke Lorsch        | TC Schwarz-Weiß Bous    | 7:2     | 15:6  | 106:60 |
| Mo. 28. Mai 13:00  | Ski-Club Ettlingen      | MTTC Iphitos München    | 9:0     | 18:1  | 112:40 |
| So. 3. Juni 11:00  | TC Schwarz-Weiß Bous    | TC Großhesselohe        | 2:7     | 7:15  | 79:111 |
| So. 3. Juni 11:00  | Ski-Club Ettlingen      | TC Radolfzell           | 3:6     | 6:12  | 65:82  |
| So. 3. Juni 11:00  | TC Augsburg Siebentisch | TC Zühlke Lorsch        | 8:1     | 16:3  | 110:56 |
| So. 3. Juni 11:00  | MTTC Iphitos München    | VfL Sindelfingen 1862   | 4:5     | 9:10  | 62:79  |